# João Scopel
João Luiz Scopel ou simplesmente João Scopel ou também Scopel (São Francisco de Paula, 2 de janeiro de 1948) é um servidor público e político brasileiro filiado ao Partido Trabalhista Brasileiro (PTB).

## Carreira política
Foi cinco vezes eleito vereador de Sapucaia do Sul, duas vezes vice-prefeito e também foi prefeito interino do município.
Em 2010, João Scopel assumiu efetivamente o cargo de deputado estadual, após Nedy Marques (PMDB) renunciar, depois de um período exercendo o mandato parlamentar, Nedy Marques tinha assumido a cadeira de Iradir Pietroski (PTB) que abriu mão do mandato para assumir cargo de conselheiro do Tribunal de Contas do Estado (TCE).
Ainda em 2010, Scopel foi um dos Deputados Estaduais do Rio Grande do Sul que votou a favor do aumento de 73% nos próprios salários em dezembro, fato esse que gerou uma música crítica chamada "Gangue da Matriz" composta e interpretada pelo músico Tonho Crocco, que fala em sua letra os nomes dos 36 deputados (inclusive o de João Scopel) que foram favoráveis a esse autoconcedimento salarial; Giovani Cherini como presidente da Assembleia Legislativa do Rio Grande do Sul na ocasião entrou com uma representação contra o músico, Cherini falou que era um crime contra honra e o título era extremamente agressivo e fazia referência a criminosos que mataram o jovem Alex Thomas, na época Adão Villaverde que se tornou o sucessor na presidência da Assembleia Legislativa, expressou descontentamento discordando da decisão de Cherini, mas em agosto do mesmo ano o próprio Giovani Cherini ingressou com petição pedindo o arquivamento contra o músico com a alegação que não era vítima no processo (seu nome não aparecia na letra, pois como presidente do parlamento gaúcho na ocasião não podia votar) e que defendia a liberdade de expressão, na época Tonho recebeu apoio de uma loja que espalhou 20 outdoors pela capital Porto Alegre e também imenso apoio por redes sociais.